# 完颜蒲察
完颜蒲察（？—1129年），金朝宗室、将领，又作完颜蒲查，女真族，完颜氏，盈歌（金穆宗）的儿子，金朝开国功臣之一。
辽天祚帝天庆四年（1114年），跟随太祖阿骨打在祥州（今吉林农安县东北伊通河北岸）东击败辽朝将领赤狗儿。金太祖收国二年（1116年），跟随咸州路都统斡鲁古镇压高永昌渤海军，获胜取东京（今辽宁辽阳市）。后跟随都统完颜杲攻克中京（今内蒙古宁城县大明城），与习古乃等在中京西击破奚王霞末。与银术可等率兵三千，在西京（今山西大同市）追击奚王霞末七十里，使其弃兵逃走。又跟随完颜宗望在奉圣州（今河北涿鹿县）击败辽兵，追击辽天祚帝，擒其将领还军。攻取西京，留为守御。金太宗天会四年（1126年），跟随完颜宗望等攻打北宋，以三百骑在中山（今河北正定县）与宋军交战。与完颜娄室等专事河东、陕西，为东路军策应，取平定军、辽州。天会六年（1128年），在丹州、临夏击败宋兵，与完颜娄室取延安府。天会七年（1129年），取鄜州（今陕西富县）、坊州（今陕西黄陵县）二州，迫降绥德、静边、怀远等十六城寨。还守蒲州（今山西永济市）。在中山（今河北正定县）去世。追封齐国公，又作济国公。